# Sainte-Sabine
Sainte-Sabine település Franciaországban, Côte-d’Or megyében. Lakosainak száma 172 fő (2022. január 1.). Sainte-Sabine Vandenesse-en-Auxois, Painblanc, Bouhey, Châteauneuf, Chaudenay-la-Ville, Chaudenay-le-Château, Chazilly, Crugey, Cussy-le-Châtel és Rouvres-sous-Meilly községekkel határos.

## Népesség
A település népessége az elmúlt években az alábbi módon változott:
| Lakosok száma | 190  | 193  | 183  | 186  | 203  | 195  | 174  | 169  | 172  | 172  |
|               | 1968 | 1982 | 1990 | 2006 | 2013 | 2015 | 2017 | 2019 | 2020 | 2022 |